# Església de Nostra Senyora de l'Assumpció (Alcover)
L'Església de Nostra Senyora de l'Assumpció és un monument del municipi d'Alcover protegit com a bé cultural d'interès local.

## Descripció
L'Església Nova d'Alcover està situada fora de l'antic clos de la vila. L'edifici, de grans proporcions, presenta una gran sobrietat constructiva. La façana, renaixentista, mostra una porta central d'arc de mig punt damunt del qual hi ha l'escut de la vila, a la banda i banda de la porta hi ha 8 fornícules flanquejades per columnes amb capitells compostos. Damunt la porta s'obren 3 fornícules més entre columnes iguals a les inferiors. El conjunt és coronat per un frontó triangular pel damunt del qual s'obre la rosassa que dona llum a l'interior, d'una sola nau sostinguda exteriorment per contraforts, té a més 10 capelles i un braç laterals. Són remarcables, a l'interior, el cor i la capella del Santíssim. El material de construcció és el saldó groc. D'entre les campanes val la pena remarcar l'anomenada "Francisca" forjada el 1800 per la cèlebre família Pomerol, i el rellotge, fabricat per Agustí Pomés, de Montblanc, el 1809.

## Història
La construcció de l'església Nova es diu que es va iniciar el 1578, com es veu escrit a l'interior de l'edifici, però, l'obra va començar l'any 1594. El motiu de la nova construcció era per la insuficiència de l'Església de la Sang davant el gran increment de població a la vila. En el seu emplaçament és probable que anteriorment hi hagués hagut l'antic castell l'Alcover, que segons algunes fonts, devia desaparèixer arran dels fets de 1464.[2] Se sap que participaren en l'obra diversos mestres. Juan Munter, Oliverio Anqui i Cristóbal Bauel. La construcció dels murs, voltes i capelles era finalitzada el 1622, tot i que l'acabament total de l'obra no es produí fins al 1630. Fou beneïda el 26 de juny de 1630. El 22 de novembre de 1633 es va traslladar el Santíssim des de l'Església de la Puríssima Sang fins a l'Església Nova, on encara resideix actualment. Amb motiu d'aquest trasllat es va celebrar una gran festa, que va oficiar el reverend fra Rafael Voltor, abat de Santes Creus.[2]
L'any 1795 caigué la part superior del campanar, durant la celebració d'un bateig. El mateix any s'iniciaren les obres de construcció de l'actual torre, que continuaren fins al 1803, any en què foren definitivament interrompudes per divergències entre el batlle i el rector.